# Dr. Strange (film)
Dr. Strange è un film per la televisione scritto e diretto da Philip DeGuere e basato sull'omonimo personaggio dei fumetti della Marvel Comics, co-creato da Steve Ditko e Stan Lee. Il film fu trasmesso il 6 settembre 1978, in un blocco di due ore dalle 20 alle 22 dalla CBS, la stessa rete che, a quel tempo, mandò in onda The Amazing Spider-Man e L'incredibile Hulk e avrebbe dovuto essere l'episodio pilota di una possibile serie televisiva, ma il responso non fu positivo e l'idea di una serie fu presto abbandonata.
Il personaggio di Dr. Strange è interpretato da Peter Hooten al quale si affiancano Jessica Walter, Clyde Kusatsu (che interpreta Wong), Phylip Sterling, June Barrett e Eddie Benton. Nel film appare anche Sir John Mills nel ruolo del mentore del protagonista mentre Ted Cassidy dona la voce al personaggio del demone Balzaroth, vagamente ispirato al vero demone dei fumetti Dormammu.
Nel film appare in un cameo anche il famoso mago Larry Anderson. Stan Lee è stato consulente del film.

## Trama
Un'entità malvagia riferisce a Morgan le Fay che le è stato impedito di penetrare nel regno terreno da un grande mago, e che ha tre giorni per sconfiggere o uccidere il mago e conquistare il suo successore. La Fata possiede  Clea Lake e la usa come arma contro Thomas Lindmer, il Supremo Stregone, difensore della Terra contro le minacce magiche. Lo spinge giù da un ponte ma non muore perché la magia lo guarisce. Il suo amico Wong si prende cura di lui e localizza Clea. Soffrendo di effetti collaterali psichici del possesso e dei sogni ossessivi di Fay, Lake è sotto la cura del dottor Stephen Strange in un ospedale psichiatrico. Strange ha il potenziale per diventare il successore di Lindmer in virtù di abilità e oggetti ereditati da suo padre ed ha oscuri presentimenti dovuti a un sogno condiviso con Clea. Lindmer contatta Strange in ospedale e gli dice che Clea ha bisogno di più aiuto di quello che può essere offerto dalla scienza medica. Strange prende il biglietto da visita di Lindmer ed è incuriosito dal fatto che reca lo stesso simbolo di un anello che ha ereditato dal padre. Nel frattempo, Le Fay tenta di entrare nella dimora di Lindmer, ma viene respinta dalle  le barriere magiche.
Strange esita ad accettare l'esistenza della Magia cerca di capire quale sia la verità, ma Lindmer gli dimostra che si sbaglia, spiegandogli che ci sono diversi reami e che Clea Lake è intrappolata in uno di essi da cui solo lui può liberarla. Strange viene inviato sul piano astrale e affronta e sconfigge il demone Balzaroth, e così riesce a riportare Clea nel mondo fisico. L'entità malvagia esige chiarimenti da Le Fay, che ha risparmiato Strange quando aveva l'occasione di eliminarlo. La strega confessa di essere attratta da lui, e il demone minaccia di farla soffrire per l'eternità se non rimedia. Le Fay stavolta riesce a entrare nella magione di Lindmer e apparentemente uccide Wong; poi sconfigge Lindmer stesso ma non potendo ucciderlo in questo piano dell'esistenza evoca il demone Asmodeus per trasportarlo nei reami dei demoni. Quindi contatta Strange, promettendogli di non fare del male a Clea se la seguirà nel regno dei demoni. Strange acconsente e  sembra essere sotto il controllo di Le Fay, che gli offre amore, ricchezza, potere e conoscenza. Tenta di sedurlo e, sul punto di riuscire, gli chiede di togliersi l'anello. Il Dottore obietta che  solo Lindmer può rimuoverlo, ma lei contesta che può farlo se ci prova. Si rifiuta, sfidandola e vincendo la lotta; così salva Lindmer e li restituisce entrambi nel regno terreno dove fa rivivere anche Wong. L'entità malvagia trasforma le Fay in una vecchia strega.
Lindmer spiega che Strange deve scegliere se diventare lo Stregone Supremo, perché comporta numerosi grandi sacrifici ma al tempo stesso non fa rinunciare all'amore, che ha trovato in Clea: il Dottore accetta diventando così il protettore dell'umanità.

## Personaggi
- Peter Hooten nel ruolo del Dr. Stephen Strange, uno psichiatra, che diventa il nuovo Stregone Supremo per salvaguardare la Terra da Morgan Le Fay.[2]
- Jessica Walter nel ruolo di Morgan Le Fay, una malvagia maga della "quarta dimensione", che progetta di invadere la Terra.[2]
- Eddie Benton nel ruolo di Clea Lake, la paziente di Strange.[2]
- Clyde Kusatsu[2] nel ruolo di Wong
- Philip Sterling[2] nel ruolo di Dr. Frank Taylor
- John Mills nel ruolo di Lindmer, il mentore del Dr. Strange e l'originale Stregone Supremo.[2]
- June Barrett[2] nel ruolo di Sarah
- Sarah Rush[2] nel ruolo di infermiera
- Diana Webster nel ruolo di infermiera
- Bob Delegall nel ruolo di tirocinante
- Larry Anderson nel ruolo di mago
- Blake Marion nel ruolo del Capo dipartimento
- Lady Rowlands nel ruolo della Signora Sullivan
- Inez Pedroza nel ruolo di Annunciatore
- Michael Clark nel ruolo di tassista
- Frank Catalano nel ruolo di Ordinato
- Michael Ansara come la voce di Ancient One (non accreditato)
- Ted Cassidy come la voce di Demon Balzaroth (non accreditato)
- David Hooks come The Nameless One (non accreditato)

## Produzione
Philip DeGuere ha avuto un ampio budget per il Dr. Strange, che ha scritto, diretto e prodotto. Il film è stato girato sui set della Universal di Los Angeles, superando di diversi giorni il programma a causa degli effetti speciali, che includevano molti green screen dell'epoca. L'amico e compositore Paul Chiraha è stato incoraggiato a produrre una partitura elettronica. Chirara, intervistato nel 2016, ha detto che DeGuere nutriva grandi speranze per il film, ed è stato schiacciato quando ha "affondato".
Nel gennaio del 1985, Stan Lee raccontò l'esperienza ampiamente positiva del lavoro sul Dr. Strange, rispetto agli altri adattamenti live-action della Marvel Comics sotto l'accordo di sviluppo dell'editore con CBS e Universal alla fine degli anni '70, dicendo: "Probabilmente ho avuto più input in quello. Sono diventato un buon amico dello scrittore / produttore Phil DeGuere. Ero soddisfatto del dottor Strange e L'incredibile Hulk. Penso che il dottor Strange avrebbe fatto molto meglio di quanto non fosse nelle valutazioni, tranne che è andato in onda di fronte a Roots . Quelle sono le uniche esperienze che ho avuto con la televisione live action. Il Dr Strange e L'incredibile Hulk andavano bene. Capitan America fu un po' una delusione e Spider-Man era un incubo totale"

## Accoglienza
Il dottor Strange ha ottenuto voti molto bassi. Kieran Shiach e Elle Collins lo definiscono un brutto film e suggeriscono che questa sia la ragione per cui la CBS non ha preso la serie, dicendo "combatte con le sue origini, e non succede molto nel corso di novanta minuti". Mike Ryan trova il film "noioso", lamentandosi del fatto che i primi due terzi del film risultino come una procedura medica. Scott Beggs difende il film, ma ammette che è lento, privo di senso di urgenza, o anzi molto sta andando per il personaggio titolare, come Strange è un po' di un Gary Stu: "È immediatamente bravo in tutto senza allenamento, fallisce solo la prima volta, subito dopo miracolosamente è stato fantastico, ed è generalmente un idiota. È anche a malapena lì come una figura." Aaron Couch definisce il film un "tiro ambizioso" i cui effetti sono "campy secondo gli standard odierni", ma descrive la recitazione come "Performance meravigliosamente impegnate".

## Home media
Il film è stato pubblicato due volte su VHS negli Stati Uniti, nel 1987 e nel 1995, e ha avuto anche diverse uscite in altri paesi. Il Dr. Strange è stato rilasciato in DVD per la prima volta negli Stati Uniti e in Canada il 1º novembre 2016.